# Cirriphyllum
Cirriphyllum (Penselmos) er en slægt af mosser med 9 arter i verden. To arter findes i Danmark. Cirriphyllum betyder 'blade med slyngtråd' (af latin cirrus 'slyngtråd' og græsk phyllo 'blad'), hvilket hentyder til nogle arters lange, tynde bladspids.
| Danske arter |

- Alm. penselmos Cirriphyllum piliferum
- Tæt penselmos Cirriphyllum crassinervium